# Chlamydopsinae

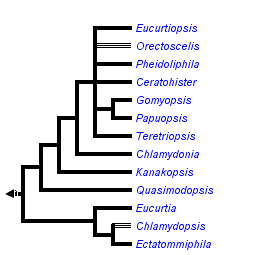
Kladogram Chlamydopsinae, według Caterino i Dégalliera (2007)

Chlamydopsinae – podrodzina chrząszczy z rodziny gnilikowatych. Należy tu około 174 gatunków. Wszystkie gatunki są myrmekofilami bądź termitofilami (Eucurtia comata). Zasięg występowania przedstawicieli podrodziny obejmuje Półwysep Indyjski, Japonię, Tajwan, Fidżi, Filipiny, Nową Kaledonię, Indonezję i Malezję.
Główną synapomorfią tej podrodziny jest budowa czułków: trzonek czułka (scapus) umiejscowiony jest wysoko na czole (frons) chrząszcza i jest poszerzony, tak że gdy owad wycofuje głowę pod przedplecze, zasłania całkowicie oko. Przystosowaniem do myrmekofilnego trybu życia są trichomy, obecne u większości gatunków przy przedniej krawędzi pokryw lub na przedtułowiu. Szczególnie rozwinięte są trichomy u bardzo rzadkiego i słabo poznanego, termitofilnego chrząszcza Eucurtia comata. Eric Mjöberg, który w 1912 obserwował chrząszcza w naturze, opisał jak termity pobierały płyn z wierzchołków trichom owada. Rodzaj Ceratohister z kolei wyróżnia się brakiem trichom. Chlamydopsinae to niewielkie owady, osiągające maksymalnie 4 mm długości.
Do niedawna była to najmniej poznana podrodzina gnilikowatych. Ostatnie prace pozwoliły na rewizję systematyki tych chrząszczy. Gatunki z Nowej Kaledonii mogą być zagrożone, ponieważ tamtejsze gatunki mrówek–gospodarzy chrząszczy są wypierane przez zawleczony gatunek Wasmannia auropunctata.

## Rodzaje
- Pheidoliphila Lea, 1914
- Orectoscelis Lewis, 1903
- Ceratohister Reichensperger, 1924
- Eucurtiopsis Silvestri, 1926
- Teretriopsis Caterino & Dégallier 2007
- Papuopsis Caterino & Dégallier, 2007
- Gomyopsis Degallier, 1984
- Quasimodopsis Caterino & Dégallier, 2007
- Chlamydonia Caterino, 2006
- Kanakopsis Caterino, 2006
- Eucurtia Mjöberg, 1912
- Chlamydopsis Westwood, 1869
- Ectatommiphila Lea, 1914